# Aeroportul Arcata-Eureka
Aeroportul Arcata-Eureka (IATA: ACV, ICAO: KACV, FAA LID: ACV) este un aeroport din California, Statele Unite ale Americii ce deservește zona Humboldt County⁠(d). Aeroportul a fost tranzitat în 2019 de 172.294 de pasageri.
Situat la o altitudine de 67 m, aeroportul dispune de 2 piste.

## Infrastructură

### Piste
Aeroportul dispune de 2 piste. Pista 01/19 are suprafața de asfalt și dimensiunile 4.501 picioare × 150 picioare. Pista 14/32 are suprafața de asfalt și dimensiunile 6.046 picioare × 150 picioare. 